# هاري بوتر وسجين أزكابان (لعبة فيديو)
هاري بوتر وسجين أزكابان (بالإنجليزية: Harry Potter and the Prisoner of Azkaban)‏ هي لعبة فيديو من نوع الأكشن والمغامرات، تجمع بين تقمص الأدوار والتصويب من منظور الشخص الثالث، ومقتبسة من رواية هاري بوتر وسجين أزكابان التي تحمل نفس الاسم. صدرت عام 2004، وتعد اللعبة الثالثة في سلسلة ألعاب هاري بوتر.

## وصلات خارجية
- هاري بوتر أند ذا بريزينر أوف أزكابان على موقع IMDb (الإنجليزية)